# Mạc dưới gai
Mạc dưới gai (tiếng Anh: infraspinous fascia) là một màng sợi dày đặc, bao phủ cơ dưới gai và cố định với bờ của hố dưới gai; Ở mặt sâu, mạc bám với một số sợi của cơ tương ứng.
Mạc dưới gai liên quan mật thiết với mạc delta dọc theo bờ của cơ delta.